# Unsterblicher Walzer
Unsterblicher Walzer ist eine deutsche Filmbiografie aus dem Jahre 1939 über die Wiener Komponistenfamilie Strauss und ihre Konflikte. Unter der Regie von E. W. Emo spielen Paul Hörbiger und Fred Liewehr Johann Strauss Vater und Sohn.

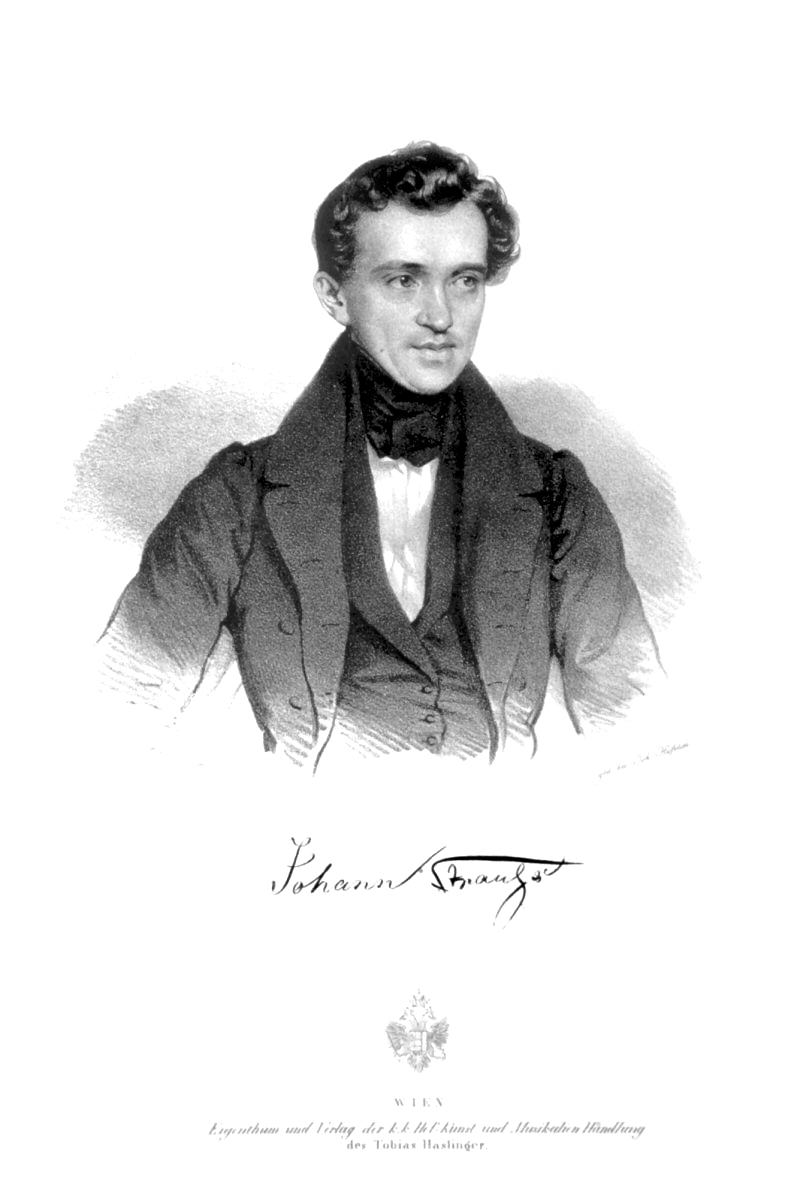
Stehen im Zentrum der Handlung: Johann Strauss Vater (Lithografie von 1835)

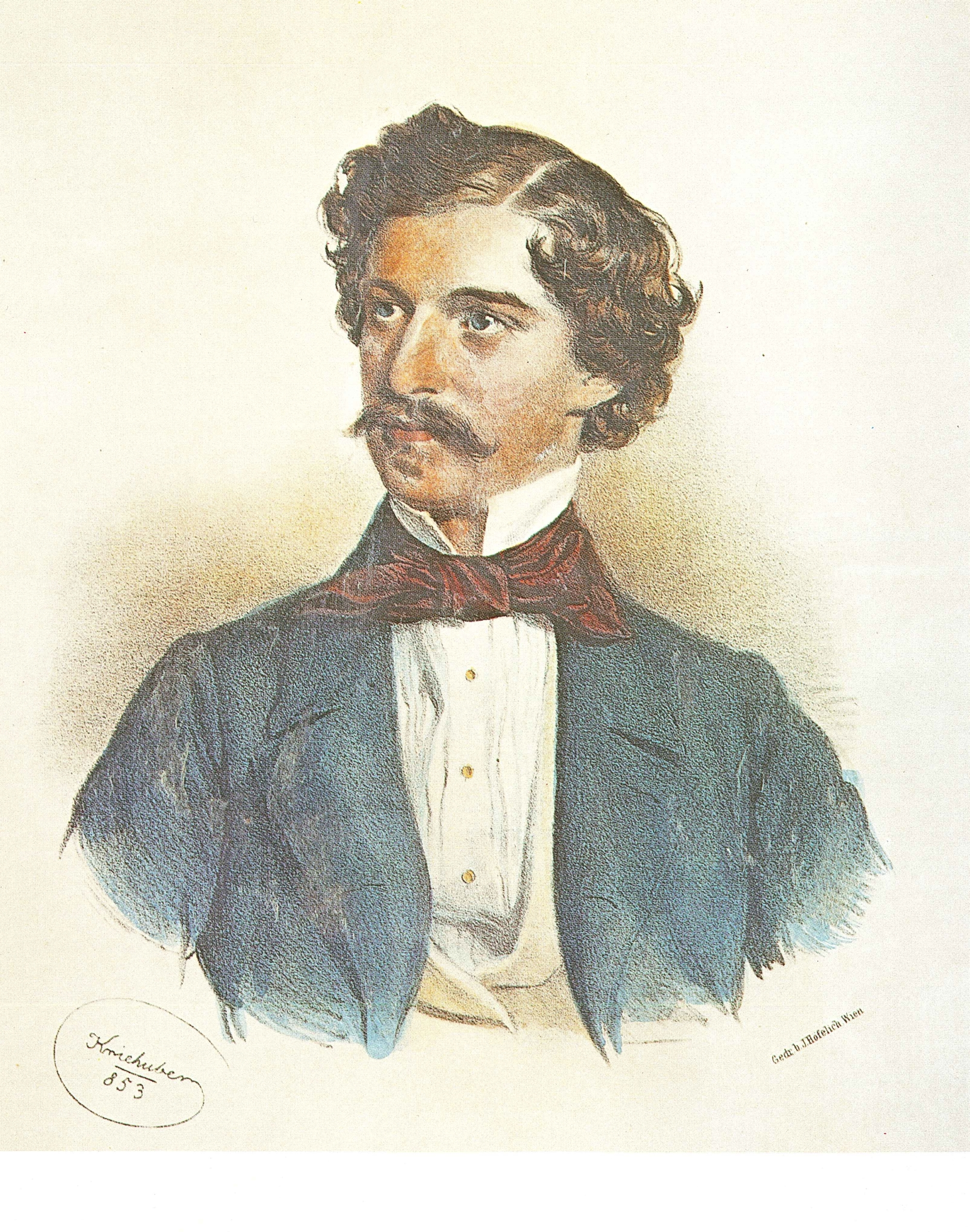
… und Johann Strauss Sohn (Lithografie von 1853)

## Handlung
Johann Strauss hat sich im Wien der 1840er Jahre fest als Leiter einer Tanzkapelle etabliert. Seine Söhne Johann junior und Josef haben ganz offensichtlich das Talent des Vaters geerbt. Dennoch ist Vater Johann strikt dagegen, dass sich die beiden von Konzertmeister Amon, einem guten Freund von ihm, zum Komponisten ausbilden lassen. Johann II und Josef besuchen auf väterlichen Druck hin das Wiener Polytechnikum, Johann junior bricht aber bald das Studium wieder ab. Daraufhin kommt es zum Bruch zwischen Vater und Sohn. Sohn Johann geht daraufhin seine eigenen Wege und bricht den Kontakt zur Familie ab. Nach einigen Jahren hat Johann Strauss Sohn es endlich geschafft und wird von der Öffentlichkeit als der neue Walzerkönig gefeiert. Mit Genugtuung nimmt Vater Johann dies zur Kenntnis ohne sich jedoch mit seinem hochtalentierten Sohn auszusprechen. Dann aber erkrankt Vater Johann schwer an Scharlach und stirbt, noch keine 44 Jahre alt.
Josef hat derweil sein Studium am Polytechnikum beendet und beginnt als Ingenieur zu arbeiten. Insgeheim gehört aber auch seine ganze Liebe der Musik, und Josef komponiert in jeder freien Minute. Obwohl der Vater mittlerweile verstorben ist, wagt Josef, anders als sein Bruder Johann, nicht gegen den väterlichen Wunsch aufzubegehren. Über dessen Frau Lina erfährt Johann junior vom Zwiespalt, in dem sich Josef befindet, und er arrangiert für Josef eine Möglichkeit, bei einer Silvesterfeier erstmals sein musikalisches Können unter Beweis zu stellen. Josefs Premiere wird ein großer Erfolg, und endlich bekennt er sich ganz zur Musik und beendet sein Ingenieurs-Dasein. Johann hat derart großen Erfolg, dass er aus Termingründen Josef darum bittet, ihn bei der einen der anderen Gelegenheit zu vertreten. Inzwischen ist der jüngste der drei Brüder, Eduard Strauss, auch erwachsen geworden und zeigt gleichfalls Ambition als Komponist. Er wie Josef stehen jedoch im Schatten des ungleich berühmteren Bruders, womit sie schwer zu kämpfen haben. Es kommt zum Zerwürfnis. Es ist der alte Amon, der die drei wieder miteinander versöhnt. Nun treten Johann, Josef und Eduard Strauss gemeinsam unter dem allumfassenden Signum „Strauss“ auf und begeistern die Massen mit ihren Walzerklängen.

## Produktionsnotizen
Unsterblicher Walzer entstand zwischen Mitte März und Anfang Mai 1939 in Wiens Rosenhügel-Atelier sowie mit Außenaufnahmen in Wien und in Maria am Gestade. Der Film wurde am 24. August 1939 in Wien uraufgeführt, die Berliner Premiere fand am 16. Oktober 1939 im Gloria-Palast statt.
Karl Künzel übernahm die Produktionsleitung. Julius von Borsody schuf die Filmbauten. Paul Kemetter sorgte für den Ton. Der Bühnenschauspieler Fritz Lehmann gab hier sein Filmdebüt.
Unsterblicher Walzer war die erste Produktion der neugegründeten Wien-Film. Der Film kostete in der Herstellung etwa 920.000 RM und spielte bis Januar 1941 2.113.000 RM ein. Damit galt Unsterblicher Walzer als Kassenerfolg.
Es spielen die Wiener Philharmoniker, es tanzt das Ballett der Wiener Staatsoper.

## Musiktitel
Folgende Musiktitel wurden gespielt:
- An der schönen blauen Donau (Johann Strauss Sohn)
- Delirien-Walzer (Josef Strauss)
- Freut euch des Lebens (Johann Strauss Vater)
- Frühlingsstimmen-Walzer (Johann Strauss Sohn)
- G’schichten aus dem Wienerwald (Johann Strauss Sohn)
- Mein Lebenslauf ist Lieb’ und Lust (Josef Strauss)
- Pizzicato-Polka (Johann Strauss Sohn)
- Radetzky-Marsch (Johann Strauss Vater)
- Wiener Blut (Johann Strauss Sohn)
- Perpetuum mobile (Johann Strauss Sohn)

## Kritiken
Im Lexikon des Internationalen Films heißt es: „Ein schönfärberisch, aber schwungvoll inszenierter, gut gespielter und mit zahlreichen Strauß-Melodien aufgelockerter Film, der Ernst und Heiterkeit volkstümlich-sentimental mischt.“
Cinema befand: „Was die Beatles für die Popmusik dieses Jahrhunderts, war die Strauß-Dynastie für die Populärmusik des letzten. [...] Das macht der Film trotz einer dicken Patinaschicht noch immer deutlich.“